# Хоульмавик
Хоульмавик (исл. Hólmavík) — деревня на северо-западе Исландии. Входит в состав муниципалитета Страндабиггд. Население составляет 375 человек по состоянию на 2011 год.
В Хоульмавике построен музей Исландского колдовства и чёрной магии (англ. Museum of Icelandic Sorcery and Witchcraft).

## Известные жители и уроженцы
- Стефан фрау Хвитидаль — исландский поэт
- Гюннар Тоурдарссон — участник группы «Hljómar»
- Эйнар Хауконарссон — известный исландский художник; имеет собственный дом и арт-мастерскую в Хоульмавике